# Odgovornost za štetu od opasne stvari ili opasne djelatnosti
Odgovornost za štetu od opasne stvari ili opasne djelatnosti je objektivna odgovornost jer se odgovara bez obzira na krivicu. Za štetu odgovara sopstvenik opasne stvari. Sopstvenik pokretne ili nepokretne stvari čiji položaj, upotreba, osobine ili samo postojanje predstavljaju povećanu opasnost od štete za okolinu (opasna stvar), odgovara za štetu koja potiče od njih.

## Pretpostavka uzročnosti
„Šteta nastala u vezi sa opasnom stvari, odnosno opasnom djelatnošću smatra se da potiče od te stvari, odnosno djelatnosti, izuzev ako se dokaže da one nisu bile uzrok štete.” Član 173.ZOO
Da bi imao pravo na naknadu oštećeni treba da dokaže postojanje štete i vezu štetnog događaja sa opasnom stvari, a uzročnost se pretpostavlja (zakonska oboriva pretpostavka). O krivici se ne raspravlja jer je ona element subjektivne odgovornosti koji čini razliku u odnosnu na objektivnu. Tuženi može dokazivati da šteta potiče od uzroka koji se nalazi izvan stvari a čije se dejstvo nije moglo spriječiti. Slučajevi oslobađanja od odgovornosti su predviđeni u čl. 177.ZOO i odnose se na višu silu (uzrok izvan stvari čije se dejstvo nije moglo predvidjeti, niti izbjeći ili otkloniti) i isključivu radnju oštećenog ili 3. lica (koja se nije mogla predvidjeti ili otkloniti). U ova tri slučaja (viša sila, isključiva radnja oštećenog, isključiva radnja 3. lica) tuženi može isticati prigovore.

## Posebni slučajevi objektivne odgovornosti
1. Odgovornost proizvođača stvari sa nedostatkom
2. Odgovornost od životinja
3. Odgovornost od građevine
4. Odgovornost za štetu prouzrokovanu motornim vozilima u pokretu

Odgovornost proizvođača stvari sa nedostatkom snosi proizvođač stvari, zato što je on stavio u promet neku stvar koju je proizveo, a koja zbog nekog nedostatka za koji on nije znao predstavlja opasnost od štete za lica ili stvari; odgovara za štetu.
Ostala dva slučaja nisu predviđena u zakonu.
Za životinju odgovara sopstvenik i to bilo da je životinja kod njega ili je zalutala ili pobjegla. Ne može se osloboditi odgovornosti ako se brani da je odbjegla. Sopstvenik odgovara za štetu koju je uznemirena životinja prouzrokovala licu koje je dragovoljno pokušalo da je smiri ili uhvati. Kada je povjerena na čuvanje ili staranje licima ili ustanovama koje se bave time (veterinari, potkivači, ugostitelji, azili...), odgovaraju ta lica i ustanove onako kako bi odgovarao sopstvenik. Sopstvenik će odgovarati u ovakvim slučajevima ako nije skrenuo pažnju licu (ili ustanovi) na manu životinje. Držalac zemljišta ima pravo zadržati životinju koja čini štetu kao zalogu za naknadu štete. Dužan je bez odlaganja obavijestiti o šteti i o zadržavanju sopstvenika — opštinu ili lovačko društvo.
Odgovornost za štetu od građevine — Sopstvenik zgrade i svake druge građevine odgovara za štetu koju ona prouzrokuje svojim rušenjem ili padom kojeg dijela ili na drugi način. Sopstvenik se oslobađa odgovornosti ako dokaže da se šteta dogodila usljed više sile ili isključivom radnjom oštećenika. Ima pravo da traži naknadu (regres) od lica koja su kriva za štetu.
Odgovornost za štetu prouzrokovanu motornim vozilom u pokretu je uređena čl. 178.ZOO. Ako je izazvan udes isključivom krivicom jednog imaoca primjenjuju se pravila o odgovornosti po osnovu krivice. Ako postoji obostrana krivica — srazmjerno stepenu krivice. Ako nema krivice, odgovaraju na ravne dijelove, osim ako razlozi pravičnosti zahtijevaju što drugo.